# Cristian Ojeda (futbolista colombiano)
Cristian Ojeda (Montería, Córdoba, Colombia; 5 de junio de 1985) es un futbolista colombiano. Juega de centrocampista.

## Clubes
| Club           | País     | Año         | Part | Goles |
| -------------- | -------- | ----------- | ---- | ----- |
| Valledupar FC  | Colombia | 2011 - 2012 | 52   | 3     |
| Real Cartagena | Colombia | 2012 - 2014 | 9    | 0     |
| Cortuluá       | Colombia | 2015        | ?    | ?     |
| Club Llaneros  | Colombia | 2015        | ?    | ?     |